# Wereldkampioenschappen schaatsen junioren 2007
De wereldkampioenschappen schaatsen junioren 2007 werden op 23 en 24 februari 2007 gereden in het Olympia Eisstadion te Innsbruck (Oostenrijk). Dit was de 36e editie van het WK voor junioren en werd zowel voor jongens als voor meisjes georganiseerd. Op zondag 25 februari werden de ploegenachtervolgingen nog verreden.
De Nederlander Sjoerd de Vries werd de 36e wereldkampioen junioren. Hij is daarmee de twaalfde Nederlander die wereldkampioen junioren werd. De Koreaanse Noh Seon-yeong werd wereldkampioene junioren bij de meisjes. Zij volgt daarmee landgenote Kim Yu-rin op.
| Datum                     | Onderdeel                                                                   |
| ------------------------- | --------------------------------------------------------------------------- |
| vrijdag 23 februari 2007  | 500 meter meisjes 500 meter jongens 1500 meter meisjes 3000 meter jongens   |
| zaterdag 24 februari 2007 | 1000 meter meisjes 1500 meter jongens 3000 meter meisjes 5000 meter jongens |
| zondag 25 februari 2007   | Ploegenachtervolging meisjes Ploegenachtervolging jongens                   |

## Dag 1

### 500 meter meisjes
| Rang | Schaatser           | Land        | Tijd  |
| ---- | ------------------- | ----------- | ----- |
| 1    | Laurine van Riessen | Nederland   | 39.65 |
| 2    | Kim You-lim         | Zuid-Korea  | 39.93 |
| 3    | Natasja Bruintjes   | Nederland   | 40.22 |
| 4    | Mengying Wang       | China       | 40.24 |
| 5    | Park Seung-ju       | Zuid-Korea  | 40.54 |
| 6    | Ingeborg Kroon      | Nederland   | 40.89 |
| 7    | Anna Badayeva       | Wit-Rusland | 40.92 |
| 8    | Noh Seon-yeong      | Zuid-Korea  | 41.14 |
| 9    | Rita Battisti       | Italië      | 41.21 |
| 10   | Justine l'Heureux   | Canada      | 41.31 |

### 500 meter jongens
| Rang | Schaatser                 | Land             | Tijd  |
| ---- | ------------------------- | ---------------- | ----- |
| 1    | Mo Tae-bum                | Zuid-Korea       | 35.93 |
| 2    | Philippe Riopel           | Canada           | 36.61 |
| 3    | Christoffer Fagerli Rukke | Noorwegen        | 36.70 |
| 4    | Zengqiang Chen            | China            | 36.73 |
| 5    | Sjoerd de Vries           | Nederland        | 36.77 |
| 6    | Eric Rauschenbach         | Duitsland        | 37.05 |
| 7    | Stevin Hilbrands          | Nederland        | 37.08 |
| 8    | Alexey Yesin              | Rusland          | 37.12 |
| 9    | Kim Yeong-ho              | Zuid-Korea       | 37.15 |
| 10   | Matt Plumer               | Verenigde Staten | 37.43 |

### 1500 meter meisjes
| Rang | Schaatser           | Land       | Tijd    |
| ---- | ------------------- | ---------- | ------- |
| 1    | Ingeborg Kroon      | Nederland  | 2.03,79 |
| 2    | Noh Seon-yeong      | Zuid-Korea | 2.04,58 |
| 3    | Natasja Bruintjes   | Nederland  | 2.04,81 |
| 4    | Laurine van Riessen | Nederland  | 2.04,87 |
| 5    | Kim You-lim         | Zuid-Korea | 2.05,24 |
| 6    | Justine l'Heureux   | Canada     | 2.05,83 |
| 7    | Chunyan Fu          | China      | 2.06,23 |
| 8    | Park Seung-ju       | Zuid-Korea | 2.06,52 |
| 9    | Jane Halfpap        | Duitsland  | 2.06,78 |
| 10   | Andrea Jirků        | Tsjechië   | 2.06,85 |

### 3000 meter jongens
| Rang | Schaatser                 | Land             | Tijd    |
| ---- | ------------------------- | ---------------- | ------- |
| 1    | Trevor Marsicano          | Verenigde Staten | 3.52,05 |
| 2    | Tim Roelofsen             | Nederland        | 3.53,52 |
| 3    | Sjoerd de Vries           | Nederland        | 3.56,99 |
| 4    | Jordan Belchos            | Canada           | 3.57,87 |
| 5    | Christian Pichler         | Oostenrijk       | 3.58,14 |
| 6    | Mo Tae-bum                | Zuid-Korea       | 3.58,40 |
| 7    | Xingyu Song               | China            | 3.58,45 |
| 8    | Hong Seong-kon            | Zuid-Korea       | 3.58,51 |
| 9    | Philippe Riopel           | Canada           | 3.59,45 |
| 10   | Christoffer Fagerli Rukke | Noorwegen        | 3.59,50 |

## Dag 2

### 1000 meter meisjes
| Rang | Schaatser           | Land       | Tijd    |
| ---- | ------------------- | ---------- | ------- |
| 1    | Noh Seon-yeong      | Zuid-Korea | 1.17,89 |
| 2    | Park Seung-ju       | Zuid-Korea | 1.18,46 |
| 3    | Laurine van Riessen | Nederland  | 1.19,35 |
| 4    | Kim You-lim         | Zuid-Korea | 1.19,70 |
| 5    | Justine l'Heureux   | Canada     | 1.20,09 |
| 6    | Chunyan Fu          | China      | 1.20,26 |
| 7    | Natasja Bruintjes   | Nederland  | 1.20,89 |
| 8    | Mengying Wang       | China      | 1.22,09 |
| 9    | Ingeborg Kroon      | Nederland  | 1.22,39 |
| 10   | Jane Halfpap        | Duitsland  | 1.22,57 |

### 1500 meter jongens
| Rang | Schaatser         | Land             | Tijd    |
| ---- | ----------------- | ---------------- | ------- |
| 1    | Eric Rauschenbach | Duitsland        | 1.54,67 |
| 2    | Alexey Yesin      | Rusland          | 1.55,70 |
| 3    | Hong Seong-kon    | Zuid-Korea       | 1.58,61 |
| 4    | Philippe Riopel   | Canada           | 1.59,08 |
| 5    | Vincent Blouin    | Canada           | 1.59,28 |
| 6    | Lawrence Ducker   | Verenigde Staten | 1.59,30 |
| 7    | Sjoerd de Vries   | Nederland        | 1.59,60 |
| 8    | Mateusz Kasprzyk  | Polen            | 1.59,97 |
| 9    | Christian Pichler | Oostenrijk       | 2.00,54 |
| 9    | Denis Yuskov      | Rusland          | 2.00,54 |

### 3000 meter meisjes
| Rang | Schaatser         | Land       | Tijd    |
| ---- | ----------------- | ---------- | ------- |
| 1    | Andrea Jirků      | Tsjechië   | 4.25,46 |
| 2    | Noh Seon-yeong    | Zuid-Korea | 4.32,90 |
| 3    | Chunyan Fu        | China      | 4.37,14 |
| 4    | Nicole Garrido    | Canada     | 4.38,60 |
| 5    | Ingeborg Kroon    | Nederland  | 4.40,09 |
| 6    | Jane Halfpap      | Duitsland  | 4.40,49 |
| 7    | Rita Battisti     | Italië     | 4.44,96 |
| 8    | Natsumi Kado      | Japan      | 4.47,03 |
| 9    | Justine l'Heureux | Canada     | 4.48,03 |
| 10   | Oana Opincariu    | Roemenië   | 4.49,67 |

### 5000 meter jongens
| Rang | Schaatser         | Land             | Tijd    |
| ---- | ----------------- | ---------------- | ------- |
| 1    | Sjoerd de Vries   | Nederland        | 6.57,87 |
| 2    | Christian Pichler | Oostenrijk       | 6.58,01 |
| 3    | Tim Roelofsen     | Nederland        | 6.59,38 |
| 4    | Vincent Blouin    | Canada           | 7.11,45 |
| 5    | Jordan Belchos    | Canada           | 7.12,44 |
| 6    | Xingyu Song       | China            | 7.12,47 |
| 7    | Trevor Marsicano  | Verenigde Staten | 7.13,02 |
| 8    | Denis Yuskov      | Rusland          | 7.17,06 |
| 9    | Philippe Riopel   | Canada           | 7.17,74 |
| 10   | Roland Cieślak    | Polen            | 7.22,17 |

## Eindklassement meisjes
| Rang   | Schaatsster           | Land             | 500m | 1500m | 1000m | 3000m | Punten  |
| Goud   | Noh Seon-yeong        | Zuid-Korea       | 8    | 2     | 1     | 2     | 167,094 |
| Zilver | Laurine van Riessen   | Nederland        | 1    | 4     | 3     | 13    | 169,459 |
| Brons  | Chunyan Fu            | China            | 11   | 7     | 6     | 3     | 169,716 |
| 4      | Ingeborg Kroon        | Nederland        | 6    | 1     | 9     | 5     | 170,029 |
| 5      | Park Seung-ju         | Zuid-Korea       | 5    | 8     | 2     | 14    | 170,581 |
| 6      | Natasja Bruintjes     | Nederland        | 3    | 3     | 7     | 11    | 170,604 |
| 7      | Kim You-lim           | Zuid-Korea       | 2    | 5     | 4     | 21    | 171,217 |
| 8      | Justine l'Heureux     | Canada           | 10   | 6     | 5     | 9     | 171,303 |
| 9      | Andrea Jirků          | Tsjechië         | 28   | 10    | 16    | 1     | 171,456 |
| 10     | Jane Halfpap          | Duitsland        | 13   | 9     | 10    | 6     | 171,793 |
| 11     | Nicole Garrido        | Canada           | 20   | 11    | 12    | 4     | 172,879 |
| 12     | Rita Battisti         | Italië           | 9    | 13    | 11    | 7     | 172,943 |
| 13     | Mengying Wang         | China            | 4    | 28    | 8     | 20    | 174,489 |
| 14     | Justine Zeiske        | Duitsland        | 24   | 14    | 13    | 12    | 175,437 |
| 15     | Natsumi Kado          | Japan            | 22   | 19    | 23    | 8     | 176,047 |
| 16     | Mia Manganello        | Verenigde Staten | 17   | 12    | 18    | 19    | 176,120 |
| 17     | Lana Gehring          | Verenigde Staten | 14   | 20    | 17    | 17    | 176,162 |
| 18     | Misaki Kashiwaba      | Japan            | 19   | 25    | 14    | 23    | 177,284 |
| 19     | Bente Kraus           | Duitsland        | 29   | 17    | 20    | 15    | 177,564 |
| 20     | Mariya Lavrukhina     | Rusland          | 34   | 22    | 22    | 16    | 177,976 |
| 21     | Oana Opincariu        | Roemenië         | 31   | 15    | 37    | 10    | 177,993 |
| 22     | Katarzyna WoZniak     | Polen            | 23   | 21    | 30    | 22    | 178,456 |
| 23     | Nele Armée            | België           | 39   | 16    | 25    | 18    | 178,894 |
| 24     | Anna Badayeva         | Wit-Rusland      | 7    | 31    | 19    | 24    | 179,981 |
| 25     | Natalia Czerwonka     | Polen            | 21   | 26    | 15    |       | 127,728 |
| 26     | Elisa Rapisarda       | Italië           | 17   | 34    | 32    |       | 129,343 |
| 27     | Ewelina Przeworska    | Polen            | 30   | 29    | 26    |       | 129,715 |
| 28     | Ashlee Barnett        | Verenigde Staten | 26   | 30    | 35    |       | 129,796 |
| 29     | Frida van Megen       | Noorwegen        | 32   | 24    | 34    |       | 129,828 |
| 30     | Daniela Dumitru       | Roemenië         | 35   | 23    | 36    |       | 130,113 |
| 31     | Natlaya Pershakova    | Rusland          | 35   | 36    | 24    |       | 130,158 |
| 32     | Nicole Suriani        | Italië           | 33   | 27    | 33    |       | 130,178 |
| 33     | Aleksandra Mikhaylova | Rusland          | 16   | 39    | 28    |       | 130,208 |
| 34     | Ágota Tóth            | Hongarije        | 15   | 38    | 31    |       | 130,303 |
| 35     | Ayumi Fujimura        | Japan            | 27   | 32    | 39    |       | 130,393 |
| 36     | Martina Windhager     | Oostenrijk       | 37   | 33    | 40    |       | 131,196 |
| 37     | Yelena Obaturova      | Kazachstan       | 42   | 35    | 29    |       | 131,810 |
| 38     | Mariya Ivanova        | Kazachstan       | 40   | 40    | 27    |       | 132,323 |
| 39     | Christina Radu        | Roemenië         | 38   | 37    | 42    |       | 133,016 |
| 40     | Pia Humisto           | Finland          | 41   | 42    | 38    |       | 133,840 |
| 41     | Yelena Urvantseva     | Kazachstan       | 43   | 41    | 41    |       | 134,098 |
| 42     | Kirsty Lay            | Canada           | 25   | 45    | 21    |       | 137,700 |
| 43     | Renata Karabova       | Slowakije        | 45   | 43    | 44    |       | 139,935 |
| 44     | Anna Muzyka           | Oekraïne         | 44   | 44    | 43    |       | 140,485 |
| DQ1    | Haiyang Li            | China            | 12   | 18    | DQ    |       | 84,500  |

## Eindklassement jongens
| Rang   | Schaatser                 | Land             | 500m | 3000m | 1500m | 5000m | Punten  |
| Goud   | Sjoerd de Vries           | Nederland        | 5    | 3     | 7     | 1     | 157,921 |
| Zilver | Tim Roelofsen             | Nederland        | 12   | 2     | 11    | 3     | 158,574 |
| Brons  | Trevor Marsicano          | Verenigde Staten | 13   | 1     | 16    | 7     | 159,960 |
| 4      | Philippe Riopel           | Canada           | 2    | 9     | 4     | 9     | 159,985 |
| 5      | Christian Pichler         | Oostenrijk       | 23   | 5     | 9     | 2     | 160,061 |
| 6      | Vincent Blouin            | Canada           | 20   | 11    | 5     | 4     | 161,128 |
| 7      | Aleksej Jesin             | Rusland          | 8    | 22    | 2     | 17    | 161,535 |
| 8      | Stevin Hilbrands          | Nederland        | 7    | 12    | 22    | 12    | 162,898 |
| 9      | Kim Yeong-ho              | Zuid-Korea       | 9    | 14    | 19    | 14    | 162,944 |
| 10     | Roland Cieślak            | Polen            | 17   | 16    | 17    | 10    | 163,108 |
| 11     | Denis Yuskov              | Rusland          | 35   | 13    | 9     | 8     | 163,197 |
| 12     | Xingyu Song               | China            | 30   | 7     | 29    | 6     | 163,258 |
| 13     | Jordan Belchos            | Canada           | 41   | 4     | 26    | 5     | 163,875 |
| 14     | Mo Tae-bum                | Zuid-Korea       | 1    | 6     | 41    | 19    | 164,027 |
| 15     | Veit Dubiel               | Duitsland        | 14   | 17    | 36    | 13    | 164,916 |
| 16     | Marian Christian Ion      | Roemenië         | 39   | 21    | 15    | 11    | 165,032 |
| 17     | Marco Cignini             | Italië           | 28   | 20    | 18    | 18    | 165,321 |
| 18     | Milan Sáblík              | Tsjechië         | 24   | 15    | 35    | 15    | 165,485 |
| 19     | Lawrence Ducker           | Verenigde Staten | 31   | 27    | 6     | 20    | 166,119 |
| 20     | Mateusz Kasprzyk          | Polen            | 18   | 32    | 8     | 21    | 166,449 |
| 21     | Zengqiang Chen            | China            | 4    | 30    | 20    | 32    | 166,547 |
| 22     | Ming Yang                 | China            | 21   | 23    | 23    | 22    | 167,686 |
| 23     | Christoffer Fagerli Rukke | Noorwegen        | 3    | 10    | 48    | 16    | 167,857 |
| 24     | Hong Seong-kon            | Zuid-Korea       | 15   | 8     | 3     | DQ    | 117,207 |
| 25     | Fyodor Mezentsev          | Kazachstan       | 26   | 29    | 13    |       | 120,426 |
| 26     | Jan Daldossi              | Italië           | 15   | 25    | 25    |       | 120,711 |
| 27     | Kota Sakai                | Japan            | 22   | 39    | 12    |       | 121,189 |
| 28     | Patrick Beckert           | Duitsland        | 33   | 19    | 39    |       | 121,761 |
| 29     | Eugen Apostol             | Roemenië         | 40   | 31    | 14    |       | 121,920 |
| 30     | Christian Mustätea        | Roemenië         | 32   | 38    | 21    |       | 122,375 |
| 31     | Andrey Gasienica-Laskowy  | Polen            | 37   | 26    | 33    |       | 122,615 |
| 32     | Igor Sherstov             | Kazachstan       | 43   | 24    | 31    |       | 122,663 |
| 33     | Masaki Nitta              | Japan            | 19   | 36    | 37    |       | 122,669 |
| 34     | Eric Rauschenbach         | Duitsland        | 6    | 50    | 1     |       | 123,123 |
| 35     | Nikita Yevteyev           | Rusland          | 29   | 40    | 34    |       | 123,218 |
| 36     | Matteo Rigoni             | Italië           | 25   | 34    | 44    |       | 123,404 |
| 37     | Fredrik Forsell           | Zweden           | 38   | 37    | 28    |       | 123,425 |
| 38     | Fredrik van der Horst     | Noorwegen        | 36   | 35    | 38    |       | 123,536 |
| 39     | Matt Plumer               | Verenigde Staten | 10   | 47    | 24    |       | 123,766 |
| 40     | Aleksandr Komar           | Wit-Rusland      | 11   | 48    | 32    |       | 124,346 |
| 41     | Niki Räsänen              | Finland          | 44   | 33    | 40    |       | 124,391 |
| 42     | Zdeněk Haselberger        | Tsjechië         | 46   | 28    | 42    |       | 124,631 |
| 43     | Stephan Bittner           | Oostenrijk       | 34   | 18    | 47    |       | 125,493 |
| 44     | Mikko Poutanen            | Finland          | 42   | 44    | 45    |       | 126,029 |
| 45     | Sergey Ganzenko           | Oekraïne         | 49   | 42    | 30    |       | 126,353 |
| 46     | Daniel Vestman            | Zweden           | 45   | 45    | 43    |       | 126,358 |
| 47     | Even Johansen             | Noorwegen        | 27   | 49    | 27    |       | 126,644 |
| 48     | Martin Thaler             | Oostenrijk       | 50   | 46    | 46    |       | 130,906 |
| 49     | Pavel Kulma               | Tsjechië         | 48   | 41    | 49    |       | 144,966 |
| DQ1    | Rasmus Falk               | Zweden           | 47   | 43    | DQ    |       | 84,260  |
| DNF1   | Anton Surovyatkin         | Kazachstan       | DNF  | DNS   |       |       |         |

## Ploegenachtervolging meisjes

### Kwalificatie
| Nr. | Team                                                                    | Tijd    |
| --- | ----------------------------------------------------------------------- | ------- |
| 1   | Team Nederland Natasja Bruintjes Ingeborg Kroon Laurine van Riessen     | 3.19,74 |
| 2   | Team Zuid-Korea Kim Yoo-rim No Seon-yeong Park Seung-ju                 | 3.20,16 |
| 3   | Team China Fu Chunyan Li Haiyang Wang Mengying                          | 3.23,81 |
| 4   | Team Rusland Jekaterina Grigorjeva Marija Lavrukhina Natalja Persjakova | 3.24,58 |
| 5   | Team Roemenië Daniela Dumitru Oana Opincariu Cristina Radu              | 3.25,69 |
| 6   | Team Japan Ayumi Fujimura Natsumi Kado Misaki Kashiwaba                 | 3.26,53 |
| 7   | Team Italië Rita Battisti Francesca Lollobrigida Elisa Rapisarda        | 3.27,26 |
| 8   | Team Canada Nicole Garrido Justine l'Heureux Kirsty Lay                 | 3.29,94 |
| 9   | Team Duitsland Stephanie Beckert Jane Halfpap Justine Zeiske            | 3.30,04 |
| 10  | Team Polen Natalia Czerwonka Ewelina Przeworska Katarzyna Woźniak       | 3.32,14 |
| 11  | Team Kazachstan Jelena Obaturova Jelena Urvantseva Olga Zjigina         | 3.33,09 |
| —   | Team Verenigde Staten Lana Gehring Ericka Hawke Mia Manganello          | NF      |

### Finale
| Rit          | Team 1                                                              | Tijd    | Tijd    | Team 2                                                                  |
| ------------ | ------------------------------------------------------------------- | ------- | ------- | ----------------------------------------------------------------------- |
| 3e/4e plaats | Team China Fu Chunyan Li Haiyang Wang Mengying                      | 3.25,73 | 3.28,46 | Team Rusland Jekaterina Grigorjeva Marija Lavrukhina Natalja Persjakova |
| 1e/2e plaats | Team Nederland Natasja Bruintjes Ingeborg Kroon Laurine van Riessen | 3.18,99 | 3.19,92 | Team Zuid-Korea Kim Yoo-rim No Seon-yeong Park Seung-ju                 |

## Ploegenachtervolging jongens

### Kwalificatie
| Nr. | Team                                                                         | Tijd    |
| --- | ---------------------------------------------------------------------------- | ------- |
| 1   | Team Duitsland Alexej Baumgärtner Patrick Beckert Eric Rauschenbach          | 4.08,20 |
| 2   | Team Nederland Jan Blokhuijsen Stevin Hilbrands Sjoerd de Vries              | 4.08,87 |
| 3   | Team Zuid-Korea Hong Seong-kon Kim Yeong-ho Mo Tae-bum                       | 4.09,18 |
| 4   | Team Canada Jordan Belchos Vincent Blouin Philippe Riopel                    | 4.11,32 |
| 5   | Team Italië Daniele Berlanda Marco Cignini Jan Daldossi                      | 4.13,05 |
| 6   | Team Rusland Timofej Skopin Aleksej Jesin Nikita Jevtejev                    | 4.13,07 |
| 7   | Team Roemenië Eugen Apostol Marian Cristian Ion Cristian Mustăţea            | 4.13,71 |
| 8   | Team Verenigde Staten Brent Aussprung Laurence Ducker Trevor Marsicano       | 4.14,92 |
| 9   | Team Polen Roland Cieślak Andrzej Gąsienica-Laskowy Mateusz Kasprzyk         | 4.17,23 |
| 10  | Team Noorwegen Fredrik van der Horst Even Johansen Christoffer Fagerli Rukke | 4.17,27 |
| 11  | Team Tsjechië Zdeněk Haselberger Pavel Kulma Milan Sáblík                    | 4.21,32 |
| 12  | Team Zweden Rasmus Falk Fredrik Forsell Daniel Vestman                       | 4.25,38 |
| 13  | Team Oostenrijk Stephan Bittner Christian Pichler Martin Thaler              | 4.26,97 |
| 14  | Team China Chen Zengqiang Song Xingyu Yang Ming                              | 4.28,57 |
| 15  | Team Kazachstan Fjodor Mezentsev Aleksandr Ostrovskij Igor Sjerstov          | 4.31,62 |

### Finale
| Rit          | Team 1                                                       | Tijd    | Tijd    | Team 2                                                              |
| ------------ | ------------------------------------------------------------ | ------- | ------- | ------------------------------------------------------------------- |
| 3e/4e plaats | Team Zuid-Korea Hong Seong-kon Kim Yeong-ho Mo Tae-bum       | 4.09,94 | 4.16,20 | Team Canada Jordan Belchos Vincent Blouin Philippe Riopel           |
| 1e/2e plaats | Team Nederland Jan Blokhuijsen Tim Roelofsen Sjoerd de Vries | 4.14,69 | 4.24,74 | Team Duitsland Alexej Baumgärtner Patrick Beckert Eric Rauschenbach |